# Wincenty Romiszewski (kanonik)
Wincenty Romiszewski herbu Jelita inna forma nazwiska Romiszowski (ur. 1550, zm. 16 kwietnia 1598 w Lublinie) – kanonik krakowski i sandomierski, scholastyk krakowski, sędzia Trybunału Koronnego w Lublinie
Syn Adama Romiszewskiego z Romiszowic i Małgorzaty Duninówny z Ujazdu.
Brat Jana (kasztelana rospierskiego) i Stanisława (opata paradyskiego). Stryj Jana Romiszewskiego (sekretarza królewskiego), wuj Stanisława Warszyckiego (woj. podlaskiego) i bp. Jakuba Zadzika (kanclerza w. koronnego).
Studiował w Akademii Krakowskiej. W latach 1581–1584 marszałek dworu bp. krakowskiego Piotra Myszkowskiego. Starosta bodzentyński (1583-1590). Od 1591 kanonik krakowski, a od 1594 scholastyk krakowski. Kanonik sandomierski i proboszcz par. św. Piotra w Sandomierzu. Dzierżawca i pleban w Dzierżąznej. Sędzia Trybunału Koronnego w Lublinie.
Zmarł w Lublinie 16 kwietnia 1598. Pochowany w kościele OO. Dominikanów w Lublinie. Płyta nagrobna znajdowała się w podłodze zakrystii kościoła.